# MTV Video Music Awards/Best R&B Video
Der Best R&B Video Award wurde von 1993 bis 2006 im Rahmen der jährlichen MTV Video Music Awards verliehen. 2007 nahm MTV Abstand von den Genre-Awards, kehrte aber ein Jahr später wieder zu diesen zurück. Allerdings wurde diese Kategorie erst 2019 wiederbelebt.
Nominiert werden Musikvideos, die dem Genre Contemporary R&B zugeordnet wurden. Zwischen 2007 und 2019 wurden diese Videos entweder unter Best Hip-Hop Video beziehungsweise Best Pop Video geführt.
Die meisten Gewinne, mit jeweils zwei, erreichten The Weeknd, En Vogue, Destiny’s Child, Beyoncé und Alicia Keys. Die meisten Nominierungen erreichte Alicia Keys mit fünf.

## Übersicht
| Award | Jahr | Preisträger                               | für das Video        | Nominierungen |
| ----- | ---- | ----------------------------------------- | -------------------- | --- |
| 1.    | 1993 | En Vogue                                  | Free Your Mind       | - Mary J. Blige – Real Love - Boyz II Men – End of the Road - Prince and The New Power Generation – 7 |
| 2.    | 1994 | Salt-n-Pepa (feat. En Vogue)              | Whatta Man           | - Brand New Heavies – Dream on Dreamer - Toni Braxton – Breathe Again - R. Kelly – Bump n' Grind |
| 3.    | 1995 | TLC                                       | Waterfalls           | - Boyz II Men – Water Runs Dry - Michael Jackson und Janet Jackson – Scream - Jade – 5-4-3-2 (Yo! Time Is Up) - Montell Jordan – This Is How We Do It                                                                                       |
| 4.    | 1996 | The Fugees                                | Killing Me Softly    | - Toni Braxton – You’re Makin’ Me High - Mariah Carey and Boyz II Men – One Sweet Day - D’Angelo – Brown Sugar |
| 5.    | 1997 | Puff Daddy (feat. Faith Evans & 112)      | I’ll Be Missing You  | - Babyface (feat. Stevie Wonder) – How Come, How Long - Erykah Badu – On & On - Blackstreet (feat. Dr. Dre & Queen Pen) – No Diggity - Toni Braxton – Un-Break My Heart                                                                     |
| 6.    | 1998 | Wyclef Jean                               | Gone Till November   | - Brandy & Monica – The Boy Is Mine - K-Ci & JoJo – All My Life - Usher – You Make Me Wanna |
| 7.    | 1999 | Lauryn Hill                               | Doo Wop (That Thing) | - Aaliyah – Are You That Somebody? - Brandy – Have You Ever? - Whitney Houston (feat. Faith Evans & Kelly Price) – Heartbreak Hotel |
| 8.    | 2000 | Destiny’s Child                           | Say My Name          | - Toni Braxton – He Wasn’t Man Enough - D’Angelo – Untitled (How Does It Feel) - Brian McKnight – Back at One |
| 9.    | 2001 | Destiny’s Child                           | Survivor             | * - 112 – Peaches & Cream - Sunshine Anderson – Heard It All Before - R. Kelly – I Wish - Jill Scott – Gettin’ in the Way |
| 10.   | 2002 | Mary J. Blige                             | No More Drama        | - Aaliyah – Rock the Boat - Ashanti – Foolish - Alicia Keys – A Woman’s Worth - Usher – U Got It Bad |
| 11.   | 2003 | Beyoncé (feat. Jay-Z)                     | Crazy in Love        | - Aaliyah – Miss You - Ashanti – Rock wit U (Awww Baby) - R. Kelly – Ignition (Remix) - Nelly (feat. Kelly Rowland) – Dilemma |
| 12.   | 2004 | Alicia Keys                               | If I Ain’t Got You   | - Beyoncé – Me, Myself and I - Brandy (feat. Kanye West) – Talk About Our Love - R. Kelly – Step in the Name of Love (Remix) - Usher – Burn                                                                                                 |
| 13.   | 2005 | Alicia Keys                               | Karma                | - Mariah Carey – We Belong Together - Ciara (feat. Ludacris) – Oh - John Legend – Ordinary People - Usher & Alicia Keys – My Boo |
| 14.   | 2006 | Beyoncé (feat. Slim Thug and Bun B)       | Check on It          | - Mary J. Blige – Be Without You - Chris Brown – Yo (Excuse Me Miss) - Mariah Carey – Shake It Off - Jamie Foxx (feat. Ludacris) – Unpredictable                                                                                            |
| 15.   | 2019 | Normani (feat. 6lack)                     | Waves                | - Childish Gambino – Feels Like Summer - H.E.R. (feat. Bryson Tiller) – Could’ve Been - Alicia Keys – Raise a Man - Ella Mai – Trip - Anderson .Paak (feat. Smokey Robinson) – Make It Better                                               |
| 16.   | 2020 | The Weeknd                                | Blinding Lights      | - Chloe x Halle – Do It - H.E.R. (featuring YG) – Slide - Alicia Keys – Underdog - Khalid (featuring Summer Walker) – Eleven - Lizzo – Cuz I Love You                                                                                       |
| 17.   | 2021 | Bruno Mars, Anderson .Paak and Silk Sonic | Leave the Door Open  | - Beyoncé, Blue Ivy Carter, Saint Jhn, and Wizkid – Brown Skin Girl - Chris Brown and Young Thug – Go Crazy - Giveon – Heartbreak Anniversary - H.E.R. (featuring Chris Brown) – Come Through - SZA – Good Days                             |
| 18.   | 2022 | The Weeknd                                | Out of Time          | - Alicia Keys – City of Gods (Part II) - Chlöe – Have Mercy - H.E.R. – For Anyone - Normani (featuring Cardi B) – Wild Side - Summer Walker, SZA and Cardi B – No Love (Extended Version)                                                   |
| 19.   | 2023 | SZA                                       | Shirt                | - Alicia Keys (featuring Lucky Daye) – Stay - Chlöe and Chris Brown – How Does It Feel - Metro Boomin (featuring the Weeknd, 21 Savage and Diddy) – Creepin' (Remix) - Toosii – Favorite Song - Yung Bleu and Nicki Minaj – Love in the Way |